# The Pau
The Pau, właściwie Paulina Dudek (ur. 31 stycznia w Koszalinie) – polska piosenkarka pochodząca z Koszalina, multiinstrumentalistka, kompozytorka, autorka tekstów, przedstawicielka punk rocka.

## Kariera
Projekt The Pau powstał w styczniu 2015 roku. Na koncertach artystka przeważnie występuje z gitarą, a podkłady muzyczne odtwarza ze smartfona („akompaniujący jej „zespół” w całości mieści się wewnątrz telefonu komórkowego”), nierzadko ucieka się do aleatoryzmu. Poza Polską występowała w innych krajach Europy (m.in. w Norwegii, na Ukrainie, w Czechach). Supportowała także trasy koncertowe zespołu Ørganek i WaluśKraksaKryzys. Została finalistką (jedna z dziesięciu) pierwszej edycji plebiscytu Sanki, tj. na największe nadzieje polskiej sceny muzycznej.

## Dyskografia

### Albumy
- 2017: Ku
- 2019: Raj

### Single
- 2019: „Raj”